# Befehlshaber der Sicherheitspolizei und des SD
Befehlshaber der Sicherheitspolizei und des Sicherheitsdienstes (auch Befehlshaber der SiPo und des SD oder kurz BdS) waren während des Zweiten Weltkrieges in den vom nationalsozialistischen Deutschland besetzten Gebieten durch das Reichssicherheitshauptamt (RSHA) eingesetzte Leiter einer Art RSHA-Außenstelle. Mehrere Kommandeure der Sicherheitspolizei und des SD (KdS) waren einem BdS untergeordnet. Sie hatten im Wesentlichen dieselben Aufgaben wie die Einsatzkommandos.

## Entstehung
Mit dem Überfall auf Polen im September 1939 wurden zunächst im Generalgouvernement für die besetzten polnischen Gebiete, dann auch in den übrigen Rückwärtigen Armeegebieten Einsatzgruppen der Sicherheitspolizei und des SD (bestehend aus Einsatzkommandos beziehungsweise Sonderkommandos) zur „Durchführung besonderer sicherheitspolizeilicher Aufgaben außerhalb der Truppe“ eingesetzt. Sie entsprachen in ihrer Gliederung dem Reichssicherheitshauptamt (RSHA) und wurden deshalb auch als „mobiles RSHA“ oder als „RSHA im Kleinen“ bezeichnet.
Sobald in den besetzten Gebieten keine Kampfhandlungen mehr stattfanden und sich die Besatzungsverwaltung gefestigt hatte, wurden die Einheiten der Einsatzgruppen in stationäre Institutionen umgewandelt, in denen sie, ähnlich wie die Sicherheitspolizei im Reich und wie die Einsatzgruppen, in festgelegten Gebieten neben nachrichtendienstlichen Tätigkeiten, Gestapoarbeit, kriminalpolizeilichen Aktivitäten vor allem „potentielle Gegner“ eliminierten. Dies betraf hauptsächlich vorgebliche Widerstandskämpfer und Kommunisten, deren angebliche oder tatsächliche Unterstützer, Juden, Roma, Geisteskranke.

## Einsatzgebiete und Aufbau
Für jedes besetzte Land wurde ein Befehlshaber der Sicherheitspolizei und des SD (BdS) eingesetzt. Ausnahmen bildeten nur Elsass, das CdZ-Gebiet Lothringen, der Warthegau, das Generalgouvernement und die Reichskommissariate „Ostland“ und Ukraine, für die jeweils ein eigener BdS bestellt wurde. Auf unterer regionaler Ebene waren mehrere „Kommandeure der Sicherheitspolizei und des SD“ dem BdS unterstellt.
Nach dem Überfall auf die Sowjetunion wurden das Reichskommissariat Ostland und das Reichskommissariat Ukraine gebildet, in denen für die polizeilichen Angelegenheiten jeweils ein BdS und ein BdO („Befehlshaber der Ordnungspolizei“) eingesetzt war. Beide Befehlshaber waren einem HSSPF (Höherer SS- und Polizeiführer) unterstellt. Die Reichskommissariate waren wiederum in „Generalkommissariate“ oder auch „Generalbezirke“ eingeteilt, in denen es analog den KdS und den KdO („Kommandeur der Ordnungspolizei“) sowie den SSPF (SS- und Polizeiführer) gab. Jedem KdS unterstanden wiederum mehrere Außendienststellen.
Analog zum Verhältnis von BdS zu KdS hatte der BdO die Aufsicht über alle Kommandeure der Ordnungspolizei (KdO) in einem Reichskommissariat. Der BdO befehligte die Schutzpolizei in den Städten, die Gendarmerie auf dem Land sowie die für den Kriegsfall aufgestellten Polizeitruppen in Form von Polizeibataillonen.
Der Befehlsweg lief somit vom RSHA an die BdS und von diesen an die KdS beziehungsweise vom Hauptamt Orpo an die BdO und an die KdO. Für Sonderaufgaben des Reichsführers SS Heinrich Himmler konnten sich allerdings auch die ihm direkt unterstellten Höheren SS- und Polizeiführer (HSSPF) aller Einheiten der SS und der Polizei bedienen und waren daher gegenüber den BdS bzw. BdO weisungs- und befehlsbefugt (z. B. für die „Partisanenbekämpfung“ durch den HSSPF Russland-Mitte und „Chef der Bandenkampfverbände“, SS-Obergruppenführer und General der Polizei Erich von dem Bach-Zelewski). Von zweitrangiger Bedeutung blieb in der Praxis die fallweise zu entscheidende Unterstellung unter die Zivilverwaltung der besetzten Gebiete.

### Aufbau einer Dienststelle gemäß dem RSHA
- Abteilung I – Personal
- Abteilung II – Verwaltung
- Abteilung III – SD
- Abteilung IV – Gestapo
- Abteilung V – Kriminalpolizei

## Personelle Besetzungen
(Liste beispielhaft und unvollständig!)
- BdS Generalgouvernement in Krakau
  - SS-Brigadeführer und Generalmajor der Polizei Bruno Streckenbach (1. November 1939 – 14. Januar 1941)
  - SS-Oberführer Karl Eberhard Schöngarth (14. Januar 1941 – 9. Juni 1943)
  - SS-Oberführer Walther Bierkamp (Juli 1943 – Februar 1945)
    - KdS Warschau
      - SS-Oberführer Lothar Beutel (13. September 1939 – 23. Oktober 1939)
      - SS-Obersturmbannführer Walter Hammer (Herbst 1939)

    - KdS Lublin
      - SS-Sturmbannführer Alfred Hasselberg (23. Oktober 1939 – Dezember 1939)
      - SS-Sturmbannführer Walter Huppenkothen (Januar 1940 – Juni 1941)

    - KdS Radom
      - SS-Hauptsturmführer Fritz Liphardt (November 1939 – Oktober 1943)
      - SS-Obersturmbannführer Joachim Illmer (Oktober 1943 – Januar 1945)

    - KdS Krakau
      - SS-Obersturmbannführer Bruno Müller (November/Dezember 1939)
      - SS-Sturmbannführer Walter Huppenkothen (Dezember 1939 – Januar 1940)
      - SS-Standartenführer Ludwig Hahn (Januar 1940 – 14. August 1940)
      - SS-Obersturmbannführer Max Großkopf (August 1940 – Sommer 1943)
      - SS-Sturmbannführer Rudolf Batz (1943)

    - KdS Lemberg
      - SS-Obersturmbannführer Helmut Tanzmann (Juli 1941 – März 1943)
      - SS-Obersturmbannführer Josef Witiska (März 1943 – 1944)

    - KdS Litzmannstadt (Lodz)
      - SS-Obersturmbannführer Otto Bradfisch (Sommer 1943 – Dezember 1944)
- BdS Ostland/Ukraine
  - SS-Brigadeführer und Generalmajor der Polizei Walter Stahlecker (8. November 1941 – 22. März 1942)
  - SS-Standartenführer Walter Potzelt, i. V. (22. März 1942 – 18. April 1942)
  - SS-Brigadeführer und Generalmajor der Polizei Heinz Jost (29. März 1942 – 8. September 1942)
  - SS-Standartenführer Erich Ehrlinger, i. V. (7. September 1942 – August 1943)
  - SS-Oberführer Humbert Achamer-Pifrader (26. September 1942 – 18. September 1943)
  - SS-Oberführer Friedrich Panzinger (18. September 1943 – 20. Mai 1944)
  - SS-Oberführer Wilhelm Fuchs (20. Mai 1944 – Oktober 1944)
  - SS-Sturmbannführer Albert Reipert ( ? )
- BdS Rußland Mitte in Minsk
  - SS-Standartenführer Erich Ehrlinger (September 1943 – Frühjahr 1944)
- BdS Serbien in Belgrad
  - SS-Oberführer Wilhelm Fuchs (Spätherbst 1941 – Januar 1942)
  - SS-Standartenführer Emanuel Schäfer (6. Januar 1942 – Dezember 1944)
- BdS Italien in Verona (Sommer 1944: Verlagerung nach Bozen)
  - SS-Gruppenführer Wilhelm Harster (4. September 1943 – 8. Mai 1945)
    - SS-Sturmbannführer Friedrich Boßhammer (Jänner 1944 – Mai 1945) – SD-Außenkommando und Judenreferent
    - SS-Sturmbannführer Friedrich Kranebitter (Dezember 1943 – Mai 1945)
- BdS Triest
  - SS-Standartenführer Emanuel Schäfer (1945)
- BdS Niederlande
  - SS-Brigadeführer und Generalmajor der Polizei Hans Nockemann (Mai 1940 – Juli 1940)
  - SS-Gruppenführer Wilhelm Harster (15. Juli 1940 – 29. August 1943)
  - SS-Gruppenführer Erich Naumann (September 1943 – Juli 1944)
  - SS-Oberführer Karl Eberhard Schöngarth (ab September 1944)
- BdS Frankreich in Paris
  - SS-Standartenführer Helmut Knochen (Mai 1940 – September 1944)
  - SS-Obersturmbannführer Friedrich Suhr (ab November 1944)
    - KdS Angers
    - KdS Bordeaux
    - KdS Châlons-sur-Marne
      - SS-Hauptsturmführer Modest Graf von Korff (Juli 1942 – Mai 1943)
      - SS-Sturmbannführer und Regierungsrat Karl Lüdcke (24. Juli 1943 – 28. August 1944)

    - KdS Dijon
      - SS-Obersturmbannführer Friedrich Mußgay (August 1940 – Sommer 1941)

    - KdS Lyon
    - KdS Limoges
    - KdS Marseille
      - SS-Obersturmbannführer Rolf Mühler (Januar 1943 – Juni 1944)

    - KdS Montpellier
    - KdS Nancy
    - KdS Orléans
    - KdS Paris
      - SS-Obersturmbannführer Kurt Lischka (Januar 1942 – September 1943)
      - SS-Obersturmbannführer Hans Henschke (Oktober 1943 – August 1944)

    - KdS Poitiers
    - KdS Rennes
    - KdS Rouen
      - Rolf Mühler (April 1941 – ?)
      - SS-Obersturmbannführer Bruno Müller (Mai 1944 – November 1944)

    - KdS Saint-Quentin
    - KdS Toulouse
      - Leiter Abteilung IV SS-Obersturmbannführer Karl-Heinz Müller
      - SS-Sturmbannführer Rudolf Bilfinger
      - SS-Obersturmbannführer Friedrich Suhr

    - KdS Vichy
- BdS Belgien und Nordfrankreich (Brüssel)
  - SS-Standartenführer Constantin Canaris
  - SS-Obersturmbannführer Karl Hasselbacher
  - SS-Obersturmbannführer Ernst Ehlers
  - SS-Standartenführer Constantin Canaris
    - KdS Wallonien
      - SS-Obersturmbannführer Eduard Strauch (31. Mai 1944 – Oktober 1944)
- BdS Westmark (Metz)
  - SS-Brigadeführer Anton Dunckern (Juli 1940 – Juni 1944)
    - KdS Metz
      - SS-Obersturmbannführer Herbert Zimmermann (1944)
- BdS Elsass (Straßburg)
  - SS-Obergruppenführer Gustav Adolf Scheel (August 1940 – Januar 1941)
  - SS-Oberführer Hans Fischer (November 1941 – Dezember 1943)
  - SS-Standartenführer Erich Isselhorst (Januar 1944 – 10. Dezember 1944)
- BdS Norwegen
  - SS-Brigadeführer und Generalmajor der Polizei Walter Stahlecker (ab Mai 1940 – Herbst 1940)
  - SS-Standartenführer und Oberst der Polizei Heinrich Fehlis (ab Herbst 1940 – Kriegsende)
    - KdS Oslo
      - SS-Standartenführer und Oberst der Polizei Heinrich Fehlis (ab Herbst 1940 – Kriegsende)

    - KdS Stavanger
      - SS-Sturmbannführer Karl-Heinz Stoßberg (April 1940 – November 1940)
      - SS-Obersturmbannführer Heinrich Jennessen (November 1940 – September 1941)
      - SS-Obersturmbannführer Friedrich Wilkens (September 1941 – April 1945)
      - SS-Sturmbannführer Franz Hoth (April 1945 – Mai 1945)

    - KdS Bergen
      - SS-Obersturmbannführer Gerhard Flesch (April 1940 – Oktober 1941)
      - SS-Obersturmbannführer Hans Wilhelm Blomberg (Oktober 1941 – April 1944)
      - SS-Obersturmbannführer Ernst Weinmann (24. Juni 1944 – Mai 1945)

    - KdS Trondheim
      - SS-Sturmbannführer Ingo Eichmann (April 1940 – September 1940)
      - SS-Sturmbannführer Hermann Ling (September 1940 – Oktober 1941)
      - SS-Obersturmbannführer Gerhard Flesch (Oktober 1941 – Mai 1945)

    - KdS Tromsö (ab 1944 Narvik)
      - SS-Obersturmbannführer Hans Wilhelm Blomberg (Mai 1940 – Oktober 1941)
      - SS-Obersturmbannführer Heinrich Jennessen (Oktober 1941 – September 1942)
      - SS-Sturmbannführer Kurt Stage (Oktober 1942 – 27. Mai 1944)
      - SS-Obersturmbannführer Oswald Poche (Mai 1944 – April 1945)
- BdS Böhmen und Mähren (Prag)
  - SS-Brigadeführer und Generalmajor der Polizei Walter Stahlecker (ab Juni 1939)
  - SS-Standartenführer Horst Böhme (1942)
  - SS-Oberführer Erwin Weinmann (ab August 1942)
- BdS Dänemark
  - SS-Standartenführer Rudolf Mildner (ab September 1943)
  - SS-Standartenführer Otto Bovensiepen (ab Januar 1944)
- BdS Griechenland in Athen
  - SS-Standartenführer Walter Blume (August 1943 – Ende 1944)
- BdS Slowakei in Bratislava
  - SS-Obersturmführer Josef Witiska, zuerst ab September 1944 Leiter der Einsatzgruppe H, dann BdS (ab November 1944 – bis 1945)[2]
- KdS Potsdam
  - SS-Obersturmbannführer Otto Bradfisch (ab Januar 1945)
- KdS Kassel
  - SS-Sturmbannführer Franz Marmon (März 1945)
- KdS Sudetenland
  - SS-Obersturmbannführer Bernhard Baatz (ab November 1944)
- KdS Estland
  - SS-Standartenführer Martin Sandberger (3. Dezember 1941 – November 1943)
  - SS-Obersturmbannführer Bernhard Baatz (November 1943 – Oktober 1944)
- KdS Litauen
  - SS-Standartenführer und Regierungsrat Hans-Joachim Böhme
- KdS Weißrußland
  - SS-Obersturmbannführer Eduard Strauch (3. Dezember 1941 – ?)
  - SS-Standartenführer Erich Isselhorst (Juli 1943 – Oktober 1943)
- KdS Wolhynien
  - SS-Obersturmbannführer Bruno Müller (Oktober 1943 – März 1944)
- KdS Kiew
  - SS-Standartenführer Erich Ehrlinger (Dezember 1941 – September 1943)

Siehe auch: SS-Hauptämter (Organisationsschema)